# Cerkev sv. Urha, Brezje pri Bojsnem
Cerkev sv. Urha na Brezju pri Bojsnem je podružnična cerkev Župnije Pišece.
Cerkev, posvečena svetemu Ulriku Augsburškem (Urh), stoji na griču sredi razložene vasi, in je obdana z goricami in vinogradi. Iz zgodnjih zapisov lahko izvemo, da se med kraji, ki so spadali leta 1657 pod Vikariat Pišece, omenja tudi Sveti Urh. Ko so po potresu leta 1878 cerkev prezidavali, so našli temeljni kamen z vdolbeno letnico 1665, ki sedaj služi za prag pri vhodu v cerkev. Prvi zvon je nosil letnico 1686. Na zadnji strani kipa angela, ki stoji nad kipom svetega Gregorja Velikega, je vdolbeno: Oltar delan 1862. Matjaž Jakob Bizjak.
Pred prezidavanjem leta 1878 je stala stara zidana cerkev z lesenim stropom in krovom tako, da je bil oltar na mestu, kjer je sedaj zakristija, le-ta pa se je nahajala tam, kjer je sedaj oltar. To prezidavanje se je vršilo ob priliki težkih poškodb po potresu. Leta 1886 je dekan iz Vidma ob Savi cerkev blagoslovil. Zaradi potresa se je leta 1895 vsul strop. Zakristija se je s stropom vred odmaknila od cerkve. Cerkvena ključarja Vinko Vogrinc iz Bojsnega in domačin Franc Sodič sta dala s pomočjo dobrotnikov zakristijo zazidati s cerkvenim zidom z železnimi vezmi. Pravtako sta poskrbela, da je bila cerkev leta 1908 poslikana.
Cerkev se je začela obnavljati leta 1986 in 1989, in sicer najprej streha in zatem fasada, poleg tega pa je bila urejena še dovozna pot. Za to cerkev je Željko Šmit, univerzitetni profesor v Tulsi (Oklahoma), kupil 300 kilogramov težak bronast zvon, ki ga je izdelala livarna Grassmayr iz Innsbrucka. Zakristijo je bilo treba pozidati na novo.